# Софі Арну в образі Іфігенії
Софі Арну в образі Іфігенії (фр. Madeleine-Sophie Arnould)— скульптурний портрет оперної співачки 18 століття, котрий створив французький скульптор Жан-Антуан Гудон (1741-1828 ).

## Співачка і її образ в скульптурі
Софі Арну була парижанкою за місцем народження. Добре співала в дитинстві і вже в п'ять років брала участь в концерті для королеви Франції та маркізи де Помпадур. Це і надало напрямок її майбутньої кар'єри.
Бельканто вивчала під керівництвом П'єра де Желіота, акторську майстерність шліфувала під керівництвом актриси Клерон. Дебют на оперній сцені відбувся 1757 року. На оперній сцені виступала майже двадцять років і вислужила королівську пенсію в 2.000.
Шалений успіх співачка мала по виконанню партії Іфігенії в опері Глюка «Іфігенія в Авліді». Її вважали найкращим сопрано на паризькій сцені.
Останнє і спричинило замову на погруддя актриси скульптору Жану Антуану Гудону. Був складений контракт на створення моделі погруддя, окремого  погруддя з мармуру та тридцяти реплік, створених з гіпсу . Все — задля того, аби задовольнити попит з боку вельможних прихильників співачки. 
У скульптурі Гудона Софі Арну подана в умовному театральному костюмі і під час співу. Звідси закинута назад голова і очі догори, як при виконанні оперної партії. Погруддя, створене Гудоном, стало одним з найкращих зразків портретів акторів у ролі в скульптурі Франції XVIII ст.